# Valentin-Philippe Bertin du Rocheret
Valentin-Philippe Bertin du Rocheret dit le Président Rocheret, né le 12 avril 1693 à Épernay où il est mort le 30 juillet 1762 est un historien et homme de lettres français.

## Famille
Valentin-Philippe Bertin du Rocheret est le fils d'Adam Bertin, sieur du Rocheret (1663-1736) né et mort à Épernay qui fonde dans la ville d'Épernay une importante maison de commerce expédiant les vins de Champagne, entre autres ceux du frère Oudart (1654-1742), dans toute la France, en Russie, en Hollande, en Angleterre et jusqu’à « la Mérique » et de Marie Lallement (1665-1721), fille du médecin du Roi à Épernay et savant Louis-Valentin Lallement (1634-1704) qui parle le grec, le latin, l'allemand, l'italien, l'espagnol et le français[réf. souhaitée].
Il épouse en premières noces, le 13 septembre 1717 à Aÿ, Anne Durand (1690-1752) et en secondes noces, le 27 octobre 1756 à Épernay, Élisabeth Corvisart de Vrizy (1707-1780). Ils n'ont pas de descendance[réf. souhaitée].

## Biographie
Il est élevé chez les Jésuites de Reims où il est le premier rhétoricien du collège. Il y fait d'excellentes études sous la protection et la surveillance de l'abbé François Maucroix déjà octogénaire, qui le prend en affection. François Maucroix un intime de Jean de La Fontaine son condisciple de collège. Il s'y distingue surtout pour son esprit précoce et son ardeur pour le travail. En 1708, il vient à Paris étudier les Belles-lettres, l'histoire et la philosophie. Il pratique l'italien, l'espagnol, le grec et le latin ; mais ses études préférées restent l'histoire, la géographie, la chronologie, la politique et la généalogie. Avocat au Parlement de Paris en 1711, la Capitale est pour lui le séjour envié par excellence.
Il sollicite, mais en vain, la charge d'historiographe du roi Louis XV. Il compose près de deux mille généalogies et envoie des copies de documents à l'abbé Bignon, bibliothécaire du roi,. En 1735, parlant italien, il aspire obtenir, auprès de l'ambassadeur de France à Naples (1735-1739), Louis Philogène Brûlart de Sillery, marquis de Puilsieux, la place d'attaché d'ambassade, sans y parvenir.
La maison de Valentin-Philippe Bertin du Rocheret est idéalement située entre Paris et la frontière de l'est. Cette bonne disposition géographique lui permet d'accueillir chez lui les gens lettrés de passage dans la région, avec lesquels il a envie d'échanger, et de leur servir le vin de Champagne réputé et si apprécié dont il fait le commerce.
Ami de Crébillon et de Voltaire qu'il reçoit à Épernay le 11 mai 1735, d'Orléans de Rothelin, Duchesne, l'historien Evrard Titon du Tillet, l'historien Levesque de La Ravalière, la comédienne Adrienne Lecouvreur, le poète Prosper Jolyot de Crébillon, Stanislas Leszczynski, roi de Pologne, le duc Léopold Ier de Lorraine et de Bar, le feld-maréchal des armées de l'Empire comte de Wallis, le diplomate l'abbé de Pomponne et le comte d'Estrées.
Il est reçu le 9 septembre 1737 à la loge du duc d'Aumont  Il conserve de nombreuses  archives maçonniques dont le discours original de Ramsay de décembre 1736, un des textes fondateurs de la franc-maçonnerie française, archives conservées aux  bibliothèques municipales d'Épernay et de Châlons sur Marne
Il possède des vignes à Aÿ et il est producteur d'excellents vins de Champagne. Valentin-Philippe Bertin du Rocheret correspond avec l'abbé Jean-Paul Bignon (1662-1743), bibliothécaire du roi.
Le 5 avril 1750, il écrit une lettre de remontrance à son neveu Jean Du Mangin (1710-1769) alors âgé de 40 ans, il est directeur des Aides. Il est le fils de sa sœur Marie Louise (1688-1772) et de Jean Nicolas Du Mangin (1682-1759) Prévôt du grenier à sel de Cormicy et père de Jean-Baptiste Eugénie Dumangin (1744-1826), médecin qui soigne et autopsie Louis XVII dans la prison du Temple en juin 1795,,.
Depuis le 1er juin 1726, il est Chevalier de l'Ordre Social de la princesse Auguste Bade, duchesse d'Orléans. Membre de l'Académie de Verdun. En 1756, il fait partie, en qualité d'associé externe, de la Société littéraire de Châlons.
De très nombreux manuscrits de ses œuvres sont conservés aux bibliothèques d’Épernay et de Châlons-en-Champagne et à la Bibliothèque nationale. Le dépouillement de tous ces papiers est indispensable pour l'histoire de la Champagne et de son développement économique.

## Œuvre littéraire
- Maximes politiques ou la Science des grands princes dédiées à la duchesse d'Orléans, pour l'éducation de Monseigneur Philippe d'Orléans, duc de Chartres, 1726[15].
- Lettres de Bertin du Rocheret et de Voltaire 1732[16].
- Histoire d'Épernay[3].
- Histoire militaire[3].
- Journal des États tenus à Vitry-le-François en 1744[17].
- Généalogie historique ou chronologique de la Maison de France[3].
- Généalogie de la maison de Briey[18].
- Traité de la religion[3].
- Traité des Hommes et des Dames illustres de son temps[3].
- Maximes politiques et philosophiques qui ont disparu[3].
- Un recueil de Maximes politiques et philosophiques à l'usage des princes[3].
- Œuvres tant bonnes que mauvaises de M. le Président Bertin du Rocheret[3].
- Diverses monographies, études et poésies érotiques non imprimés de son vivant[3].

## Pour approfondir